# Liste der denkmalgeschützten Objekte in Neuberg im Burgenland
Die Liste der denkmalgeschützten Objekte in Neuberg enthält die denkmalgeschützten, unbeweglichen Objekte der Gemeinde Neuberg im burgenländischen Bezirk Güssing.

## Denkmäler
| Foto |                 | Denkmal                                                                   | Standort                                       | Beschreibung | Metadaten |
| ---- | --------------- | ------------------------------------------------------------------------- | ---------------------------------------------- | --- | --- |
| ja   | Datei hochladen | Dörrofen HERIS-ID: 111698 Objekt-ID: 129692seit 2011                      | bei Bergen 103 Standort KG: Neuberg            | Anmerkung: Der Dörrofen steht im Obstgarten hinter dem Bauernhaus. Ich habe mit dem Eigentümer vereinbart, daß ich im Frühjahr, wenn die Apfelbäume blühen, ein Foto machen kann. | BDA-Hist.: Q37826120 Status: Bescheid Stand der BDA-Liste: 2025-06-30 Name: Dörrofen GstNr.: 5226                                                            |
| ja   | Datei hochladen | Kath. Pfarrkirche hl. Johannes d. Täufer HERIS-ID: 31704 Objekt-ID: 28688 | Neuberg im Burgenland 246 Standort KG: Neuberg | Die Pfarrkirche wurde 1881 erbaut und ersetzte eine ältere Kirche aus dem Jahr 1821, der Hochaltar stammt aus dem Jahr 1863.                                                      | BDA-Hist.: Q15124702 Status: § 2a Stand der BDA-Liste: 2025-06-30 Name: Kath. Pfarrkirche hl. Johannes d. Täufer GstNr.: 1 Pfarrkirche Neuberg im Burgenland |